# Knihovna Dolní Lutyně
Obecní knihovna v Dolní Lutyni (okres Karviná, Moravskoslezský kraj) zajišťuje od roku 1921 služby pro místní obyvatele.

## Historie
Ještě před založením knihovny v roce 1921, fungovala v obci Dolní Lutyně knihovna založena odborem Matice osvěty lidové. Měla tehdy 244 svazků a 39 čtenářů. V roce 1921 byla založena knihovna obecní a proto se rozhodl výbor matice nové knihovně předat svou knihovnu s podmínkou, že i nadále zůstává majetkem odboru Matice osvěty lidové a v knihovní radě bude mít odbor své dva zástupce. Knihovníci se často střídali, zde je přehled knihovníků:
- 1921: Lída Wollmannová
- 1926: Vilém Salamon
- 1932: pan Skupník
- 1956: Alfréd Urbaniec
- 1959: Danuše Jančarová
- 1967–1991: Zdeňka Katolická
- 1991–1993: Marie Kotasová
- od 1993: Karin Šokalová, v roce 1995 provdána Anýžová.

Po roce 1945 byla umístěna knihovna v prostorách místní školy a fondy knihovny tvořily dary občanů. Nacházely se zde knihy v českém a polském jazyce. V roce 1963 byly zakoupeny regály, které nahradily původní skříně. V roce 1970 se knihovna ze školních prostor přestěhovala do místního kina. Ve stejném roce byla založena pobočka ve škole na Zbytkách, která byla v roce 1986 zrušena. V roce 1990 byla založena pobočka ve Věřňovicích, která byla v roce 2015 zrušena. V roce 1976 byla knihovna přestěhovaná do adaptovaného rodinného domu č. p. 164. V roce 2002 se knihovna stěhovala do nově zrekonstruovaného domu č. p. 598. Od roku 2010 se knihovna nachází v centru obce ve zrekonstruovaných a nově vybavených prostorách kulturního domu. V roce 2002 získala knihovnice Mgr. Karin Anýžová "Čestné uznání" v soutěži Vesnice roku, kterou každým rokem vyhlašuje ministerstvo pro místní rozvoj.

## Současnost
V současné době se zde nacházejí knihy v českém i polském jazyce. Knihovna nabízí služby kopírovací, přístup k internetu, připojení k WIFI. Ve studovně je 22 míst. Knihovna funguje rovněž jako informační centrum, nabízí k prodeji drobné propagační materiály obce, mapy obce, pamětní medaile. Ve vstupních prostorách knihovny byla zřízena minigalerie.